# Derivada de Pansu
En matemàtiques, la derivada de Pansu és una derivada en un grup de Carnot i va ser introduïda per Pierre Pansu. Un grup de Carnot {\displaystyle G} admet una família de dilacions d'un paràmetre, {\displaystyle \delta _{s}\colon G\to G}. Si {\displaystyle G_{1}} i {\displaystyle G_{2}} són grups de Carnot, llavors la derivada de Pansu d'una funció {\displaystyle f\colon G_{1}\to G_{2}} en un punt {\displaystyle x\in G_{1}} és la funció {\displaystyle Df(x)\colon G_{1}\to G_{2}} definida com
{\displaystyle Df(x)(y)=\lim _{s\to 0}\delta _{1/s}(f(x)^{-1}f(x\delta _{s}y))\,,}
sempre i quan aquest límit existeixi.
Un teorema clau en aquesta àrea és el de Pansu-Rademacher, una generalització del teorema de Rademacher, que es pot afirmar com: "les funcions Lipschitz contínues entre (subconjunts mesurables de) grups de Carnot són derivables Pansu gairebé pertot."